# Nelson Villagra
Eddie Nelson Villagra Garrido (El Carmen, Ñuble, 9 de agosto de 1937) es un actor chileno con más de cincuenta años de trayectoria. Su papel más recordado es el de Jorge del Carmen Valenzuela Torres, en la película El Chacal de Nahueltoro de Miguel Littín, filmada en 1969.

## Biografía

### Primeros años de vida
Sus Padres fueron Pedro Villagra Pérez y María Garrido, y su hermano fue el actor Pedro Villagra. A la edad de trece, participa en radioteatro en la Empresa periodística La Discusión de su ciudad natal.
Estudió teatro en la Universidad de Chile, de la que egresó en 1958. Junto con otros jóvenes actores creó el Teatro experimental de Chillán y en 1958 fue contratado por el Teatro de la Universidad de Concepción, que comenzaba a profesionalizarse en esos días.

### Vida artística
Su primera aparición en la pantalla grande fue en la película Regreso al silencio de Naum Kramarenco en 1967, luego vendría Tres tristes tigres, primer largometraje de Raúl Ruiz, rodada en 1968. Le seguiría El Chacal de Nahueltoro de Miguel Littín, con quien filmaría en más de una ocasión.
En 1969 participó en el papel de un sargento estadounidense en la obra de teatro del ITUCH Viet Rock, dirigido por Víctor Jara, con coreografía de Joan Turner y arreglos musicales de Luis Advis. Ese mismo año, realiza la película del Chacal de Nahueltoro, interpretando al personaje principal.
Fue partidario del gobierno de Salvador Allende, periodo en el cual grabó la película La tierra prometida (1972), que relata la experiencia de los campesinos durante la República socialista chilena de 1932. Producto de su simpatía con el gobierno de Allende, tras el golpe de Estado del 11 de septiembre de 1973 se tuvo que asilar en la Embajada de Honduras en Santiago, para luego partir al exilio a Cuba, donde trabajó con los directores cubanos Humberto Solás en Cantata de Chile (1975) y Tomás Gutiérrez Alea en La última cena (1976). En 1979 encarnó a un torturador en la película Prisioneros desaparecidos de Sergio Castilla, obteniendo por este papel el premio al Mejor Actor en el Festival de San Sebastián en la versión de ese año.
Luego de retornar a Chile, trabajó en varias producciones nacionales, Amnesia, de Gonzalo Justiniano, y en telenovelas de Canal 13. En la actualidad reside en Canadá, pero frecuentemente viaja a Chile para participar en alguna producción (como por ejemplo, Reserva de familia, de TVN, en 2012) o visitar la ciudad de Chillán.

## Vida personal
Nelson Villagra contrajo matrimonio en 1960 con la actriz Shenda Román Dobson, con quien tuvo tres hijos; Francisco (nacido en 1961), Nelson (nacido en 1963); músico, y Álvaro Villagra Román (nacido en 1964). Los primeros años la familia residió en la comuna de Providencia, y luego en La Habana hasta su separación a fines de 1987. Posteriormente, en 1988 contrajo matrimonio en segundas nupcias con la actriz y escritora Begoña Zabala Aguirre. El matrimonio reside en Vaudreuil-Dorion, Canadá.

## Filmografía
| Año  | Título                           | Papel                         | Driector               |
| ---- | -------------------------------- | ----------------------------- | ---------------------- |
| 1967 | Regreso al silencio              | Detective Rodríguez           | Naum Kramarenco        |
| 1968 | Tres tristes tigres              | Tito                          | Raúl Ruiz              |
| 1969 | El chacal de Nahueltoro          | Jorge Valenzuela "El Chacal"  | Miguel Littín          |
| 1970 | La colonia penal                 |                               | Raúl Ruiz              |
| 1971 | Los testigos                     |                               | Charles Elsesser       |
| 1971 | Nadie dijo nada                  | Tony Ventura "El Diablo"      | Raúl Ruiz              |
| 1972 | La tierra prometida              | José Durán                    | Miguel Littín          |
| 1974 | Cantata de Chile                 | Ruiz                          | Humberto Solás         |
| 1976 | La última cena                   | Conde                         | Tomás Gutiérrez Alea   |
| 1978 | La rosa de los vientos           |                               | Michael New            |
| 1978 | El recurso del método            | Primer magistrado             | Miguel Littín          |
| 1979 | Prisioneros desaparecidos        | Torturador                    | Sergio Castilla        |
| 1979 | La viuda de Montiel              | Chepe                         | Miguel Littín          |
| 1981 | Leyenda                          |                               | Rogelio París          |
| 1981 | Polvo rojo                       |                               | Jesús Díaz             |
| 1983 | La rosa de los vientos           |                               | Patricio Guzmán        |
| 1983 | Cecilia                          | Leonardo                      | Humberto Solás         |
| 1984 | La segunda hora de Esteban Zayas |                               | Manuel Pérez           |
| 1984 | El corazón sobre la tierra       |                               | Constante Diego        |
| 1985 | Baraguá                          | Arsenio Martínez-Campos Antón | José Massip            |
| 1988 | Viento de cólera                 | Andrés Belanzategui           | Pedro de la Sota       |
| 1990 | Cargo                            | Capitán                       | François Girard        |
| 1990 | Artikos                          |                               | Renny Barttlet         |
| 1992 | La Sarrasine                     | Celi                          | Paul Tana              |
| 1994 | Amnesia                          | Capitán Mandiola              | Gonzalo Justiniano     |
| 1998 | Aventureros del fin del mundo    | Aventurero                    | Miguel Littín          |
| 1999 | Cinco marineros y un ataúd verde | Foster                        | Miguel Littín          |
| 1999 | El duelo                         | Eliazar Pizarro "El huinco"   | Miguel Littín          |
| 2000 | Tierra del fuego                 | Frtiz Novak                   | Miguel Littín          |
| 2000 | Cuello de loza                   | Eleodoro Mackenna             | Marco Enríquez-Ominami |
| 2002 | Paraíso B                        | El Jefe                       | Nicolás Acuña          |
| 2004 | El aspado                        | Juan "El Picoteao"            | Patricio Bustamante    |
| 2004 | Tendida, mirando las estrellas   | Ninfonso Iquique              | Andrés Racz            |
| 2006 | Currículum                       | Augusto López                 | Patricio Valladares    |
| 2008 | El regalo                        | Francisco                     | Cristián Galaz         |
| 2011 | Pour l'amour de Dieu             |                               | Micheline Lanctôt      |

## Televisión
| Año  | Título                             | Papel                 | Notas                         |
| ---- | ---------------------------------- | --------------------- | ----------------------------- |
| 1966 | Historia de los lunes              |                       |                               |
| 1966 | Haras, la revoltosa                |                       |                               |
| 1968 | Incomunicados                      |                       | Elenco principal              |
| 1968 | El loco Estero                     |                       | Elenco principal              |
| 1969 | Tiempo de morir                    | Juan Sayago           | Elenco principal              |
| 1969 | Don Camilo                         | Don Pepone            | Elenco principal              |
| 1996 | Turno de oficio: Diez años después | Negro Chaves          | 2 episodios                   |
| 1998 | Brigada Escorpión                  | Alfonso Ubilla        | Episodio: ''La niña''         |
| 1999 | Los Cárcamo                        | Román                 | Episodio: ''El pololo''       |
| 2000 | Corazón pirata                     | Antonio Torres        | Elenco principal              |
| 2001 | Piel canela                        | Gabriel Vallejos      | Elenco principal              |
| 2004 | Hippie                             | Maximiliano Sierralta | Antagonista; 109 episodios    |
| 2005 | Los simuladores                    | Nelson                | Episodio: ''Carga académica'' |
| 2012 | Reserva de familia                 | Fernando Ruiz-Tagle   | Protagonista; 123 episodios   |

## Premios y distinciones
Festival Internacional de Cine de San Sebastián
| Año  | Categoría                      | Película                  | Resultado |
| ---- | ------------------------------ | ------------------------- | --------- |
| 1979 | Concha de Plata al mejor actor | Prisioneros desaparecidos | Ganador   |

### Otros premios
- Premio Municipal de Artes de Chillán (2003)
- Premio Paoa a la Trayectoria artística por el Festival de Cine de Viña del Mar (200).
- Medalla de Honor del Senado de Chile (2009)
- Medalla a la Trayectoria por los 75 años del Teatro Experimental de la Universidad de Chile (2016)